# Marian Spychalski
Marian "Marek" Spychalski (6 de diciembre de 1906 - 7 de junio de 1980) fue un arquitecto polaco en la Segunda República de Polonia y, más tarde, comandante militar y político comunista. Durante la Segunda Guerra Mundial perteneció a las fuerzas clandestinas polacas que operaban dentro de Polonia y fue uno de los líderes de la Guardia Popular, entonces Ejército Popular. Ocupó varios puestos políticos clave durante la era de la República Popular de Polonia, fue presidente del Consejo de Estado, alcalde de Varsovia y ministro de Defensa.

## Biografía

### Carrera inicial
Nacido en una familia de clase trabajadora en Łódź, Spychalski se graduó en la Facultad de Arquitectura de la Universidad Tecnológica de Varsovia en 1931. Ese mismo año se incorporó al Partido Comunista Polaco (KPP), y mantuvo su membresía después de la invasión nazi-soviética, cuando en 1942 el KPP se convirtió en el Partido Obrero Polaco (PPS), se fusionó con el Partido Socialista Polaco en 1948 para formar el Partido Obrero Unificado Polaco (PZPR). Antes de la Segunda Guerra Mundial, practicó la arquitectura y ganó varios concursos y premios nacionales e internacionales.

### Segunda Guerra Mundial
En 1943, como parte del esfuerzo subversivo soviético para destruir el movimiento de resistencia polaco independiente asociado con el gobierno polaco en el exilio, denunció ante la Gestapo a varios miembros de esas organizaciones de resistencia.

### República Popular de Polonia
Después de la Segunda Guerra Mundial, ocupó varios cargos en el gobierno de Polonia, uno de los primeros fue alcalde de Varsovia (18 de septiembre de 1944-marzo de 1945), con la guerra aún en curso. Entre otros cargos, fue miembro del parlamento durante mucho tiempo, amigo cercano de Władysław Gomułka, y de 1945 a 1948 fue Viceministro de Defensa y miembro del Politburó del Partido Obrero Unificado Polaco.
Fue destituido de sus cargos políticos restantes en 1949 y luego en 1950 encarcelado como parte de las purgas estalinistas de los socialdemócratas en 1949-1953, donde fue acusado de tendencias antisoviéticas similares al titoísmo. En 1951 apareció en un juicio farsa en el que se le ordenó dar testimonio oficial (y falso) contra Gomułka. Solo fue liberado en la liberación masiva de presos políticos en abril de 1956, y posteriormente reincorporado al PZPR.
Con la rehabilitación de Gomułka y el regreso al poder en 1956, Spychalski se convirtió en el polaco Ministro de Defensa de Polonia. En 1959 volvió a ser miembro del Politburó, y en 1963 fue ascendido a mariscal de campo.
En 1968, durante la purga antisemita del ejército, a petición de Gomułka, dejó el ejército polaco y su trabajo como Ministro de Defensa, para asumir cargos civiles como presidente del Frente de Unidad Nacional, y del 10 de abril de 1968 al 23 de diciembre de 1970 como presidente del Consejo de Estado -el jefe de Estado de facto de Polonia- siendo el Consejo la autoridad ejecutiva de jure en la República Popular, aunque algunos consideraron que el puesto era principalmente simbólico.

## Descenso del poder
Como jefe de Estado, Spychalski estuvo a punto de ser asesinado en el aeropuerto de Karachi en Pakistán el 1 de noviembre de 1970 durante la ceremonia de bienvenida. El Gettysburg Times informó que un fundamentalista islámico anticomunista, Feroze Abdullah, condujo un camión a alta velocidad contra la delegación polaca, fallando por poco su objetivo previsto, pero matando al Viceministro de Relaciones Exteriores de Polonia, Zygfryd Wolniak (de 48 años) y a tres representantes pakistaníes, incluido el director adjunto de la Oficina de Inteligencia, Chaudhri Mohammed Nazir, y dos fotógrafos.
Spychalski perdió sus puestos como asociado cercano de Gomułka, cuando Edward Gierek reemplazó a Gomułka como Primer Secretario del Partido Obrero Unificado Polaco durante las protestas de diciembre de 1970. Spychalski se retiró y escribió una memoria de cuatro volúmenes que ahora se encuentra en los archivos de la Hoover Institution en California. Murió el 7 de junio de 1980, le sobrevive su esposa Bárbara, quien también escribió sobre él.